# Kostyala Árpád
Kostyala Árpád (Szeged, 1889. november 26. – Temesvár, 1965. július 22.) magyar újságíró, műfordító.

## Életútja
A temesvári piarista főgimnáziumban érettségizett, Budapesten szerzett magyar-német szakos tanári oklevelet. Tanulmányait Bécsben egészítette ki. Az első világháború harctereiről visszatérve Temesvárt telepedett le. Újságíróként kezdetben a Temesvarer Volksblattnál dolgozott, majd a Temesvári Hírlap, később a Temeswarer Zeitung, Extrapost, Banater Deutsche Zeitung szerkesztője. 1919 után a Szabad Szó munkatársa művelődéstörténeti és helytörténeti riportjaival. A Temesvári Hírlap és annak Ajándékkönyvtára számára az 1920-as és az 1930-as években számos német kalandregényt fordított magyarra.